# Vea (Soria)
Vea es un antiguo despoblado, y ex-municipio de la provincia de Soria, partido judicial de Soria, Comunidad Autónoma de Soria, España. Pueblo de la comarca de Tierras Altas que pertenece al municipio de San Pedro Manrique.
Desde el punto de vista jerárquico de la Iglesia católica forma parte de la diócesis de Osma la cual, a su vez, pertenece a la archidiócesis de Burgos.

## Geografía
Esta pequeña población hoy despoblada de la comarca de Tierras Altas está ubicada en el norte de la provincia, en el límite con La Rioja bañado por el río Mayor en la vertiente mediterránea y afluente del río Alhama al sur de la sierra de Achena y al norte de la de Alcarama 
.

La localidad está a 899 m s. n. m. Al nivel del río, alternan las areniscas pardas.
Un ramal del GR-86 (Sendero Ibérico Soriano), que parte de San Pedro Manrique, llega a la localidad. Este recorrido tiene 7 km y está correctamente señalizado.

## Historia
A la caída del Antiguo Régimen la localidad se constituye en municipio constitucional en la región de Castilla la Vieja, partido de Ágreda  que en el censo de 1842 contaba con 39 hogares y 152 vecinos.
A mediados del siglo XIX, entre el censo de 1857 y el anterior, crece el término del municipio porque incorpora a Peñazcurna.
A mediados del siglo XX, crece el término del municipio porque incorpora a Valdemoro de San Pedro Manrique. 
A finales del siglo XX este municipio desaparece porque se integra en San Pedro Manrique, las tres localidades contaban entonces con 40 hogares y 173 habitantes.
En un grafito sobre una pared interior de la iglesia, Marcos León, vecino de Vea, dejó plasmada la desazón provocada por la despoblación de la localidad con estas palabras: "21 de octubre de 1962. Se ha terminado el pueblo, ya se ha terminado la fiesta, que no sé si habrá más años, porque desaparecieron un 90 %...".

## Geografía humana

### Demografía
| Gráfica de evolución demográfica de Vea entre 1842 y 1960 |
| |
| Población de derecho según los censos de población del INE Población de hecho según los censos de población del INEEntre el censo de 1857 y el anterior, crece el término del municipio porque incorpora a 425085 (Peñazcurna) Entre el censo de 1950 y el anterior, crece el término del municipio porque incorpora a 42617 (Valdemoro de San Pedro Manrique) Entre el censo de 1970 y el anterior, este municipio desaparece porque se integra en el municipio 42165 (San Pedro Manrique) |

En 2018 vuelve a estar habitado el municipio por ocho personas

## Sociedades
- Asociación de Pueblos de la Alcarama (Sarnago, Acrijos, San Pedro Manrique, Taniñe, Vea, Fuentebella, Valdenegrillos, El Vallejo).
- Hace unos años todos los pueblos del valle del río Mayor están despoblados (Vea, Villarijo, Armejún, Buimanco, Valdemoro y Acrijos). Hoy vive alguien en Armejún, Villarijo y Vea